# Bengtmyran och Billmyran
Bengtmyran och Billmyran är ett naturreservat i Sundsvalls kommun i Västernorrlands län.
Området är naturskyddat sedan 2016 och är 176 hektar stort. Reservatet består av flera myrar med lövrik, skiktad barrnaturskog på myrholmar och fastmark.